# Dmitri Oetkin

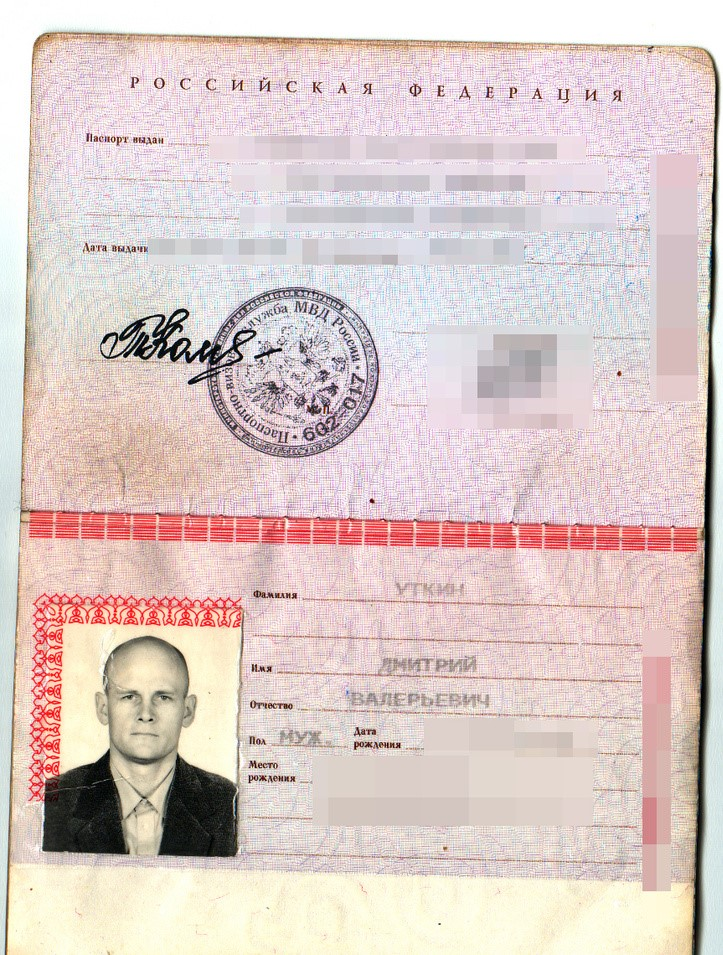
Paspoort van Dmitri Oetkin

Dmitri Valerjevitsj Oetkin (Russisch: Дмитрий Валерьевич Уткин; Asbest (oblast Sverdlovsk), 11 juni 1970 – Koezjenkino (oblast Tver), 23 augustus 2023) was een Russische legerofficier en oprichter van de Wagnergroep, een organisatie die wordt omschreven als een huurlingenleger of een de facto privéleger van de Russische president Vladimir Poetin.

## Biografie
Oetkin bracht zijn jeugd door in de voormalige Oekraïense Socialistische Sovjetrepubliek bij zijn moeder Ljoedmila Oetkina, die daar als mijningenieur werkte. Van 2008 tot 2013 was hij luitenant-kolonel en brigadecommandant van een speciale eenheid van de Russische militaire inlichtingendienst (GROe). Oetkin stapte vervolgens over naar de Russische veiligheidsdienstverlener Moran Security Group, geëxploiteerd door oud-militairen, die onder meer bescherming bood tegen aanvallen van piraten op zee. Het bedrijf vormde later de militaire groep Slavonisch korps (Russisch: Славянский корпус) en rekruteerde vrijwilligers om veiligheidstaken in Syrië uit te voeren. Oetkin ging met het Slavonisch korps naar Syrië om aan de zijde van de Syrische president Assad 'olievelden en pijpleidingen te beschermen' tijdens de Syrische Burgeroorlog.
In 2014 was Oetkin commandant van zijn eigen subeenheid binnen het Slavonisch korps. Na zware verliezen viel de eenheid uit elkaar en naar verluidt werd uit de overblijfselen uiteindelijk de 'Wagnergroep' opgericht. 'Wagner' was Oetkins eigen gevechtsnaam, die weer zou verwijzen naar Adolf Hitlers favoriete componist Richard Wagner, vanwege Oetkins passie voor het Derde Rijk. Oetkin zou verschillende nazi-tatoeages hebben gehad. Hij zou in 2014 aanvankelijk met slechts tien strijders hebben ingegrepen in de oorlog in Oost-Oekraïne. Later verhoogde hij de eenheid tot 300 man en trad hij op in de Centraal-Afrikaanse Republiek, Libië en ten slotte met meer dan 1.000 manschappen in Syrië. Een onderzoeksjournalist van Fontanka spoorde meer dan 2.000 mensen op en noemde een aantal van 5.000 mensen die contracten met Wagner hadden getekend.
Oetkin was te gast bij een receptie in het Kremlin ter gelegenheid van zijn toekenning van de Orde voor Dapperheid op 9 december 2016 en werd gefotografeerd met Poetin.
In 2017 meldden Russische media dat Oetkin was benoemd tot algemeen directeur van het cateringbedrijf 'Konkord' van Poetin-vertrouweling Jevgeni Prigozjin, een veroordeelde crimineel, ook bekend als 'de kok van Poetin'. In september 2022 maakte Prigozjin bekend de eigenaar te zijn van de Wagnergroep en zei trots te zijn dat zijn huurlingenorganisatie de belangen van zijn land in Oekraïne had weten te verdedigen tijdens de Russische invasie van Oekraïne in 2022.

## Sancties
In december 2021 werd Oetkin toegevoegd aan de sanctielijst van de Europese Unie (EU) voor zijn 'verantwoordelijkheid voor het ernstig schenden van mensenrechten'.

## Overlijden
Op 23 augustus 2023 kwam Oetkin om het leven in een vliegtuigcrash nabij Koezjenkino, op ongeveer honderd kilometer ten noordwesten van Moskou. Alle inzittenden kwamen om het leven, waaronder naast Oetkin ook Wagnergroep leider Prigozjin, vijf andere passagiers en drie bemanningsleden (twee piloten en een stewardess). De dood van alle inzittenden van het vliegtuig werd op 27 augustus 2023 bevestigd door een Russisch onderzoeksteam. De oorzaak van de crash bleef onduidelijk.